# سایخان (بولگان)
سایخان (به لاتین: Saikhan) یک منطقهٔ مسکونی در مغولستان است که در استان بولگن واقع شده‌است.